# Српски конзулат у Битољу
Српски конзулат у Битољу отворен је 1889. као последица конзуларне конвенције Краљевине Србије и Османског царства. Конвенција је подразумевла отварање српских конзулата у центрима Косовског, Солунског и Битољског вилајета, односно у Скопљу, Солуну и Битољу. Конзулат је почео да ради од 9. маја 1889. са задатком да штити интересе Срба у овој области и ради на отварању српских школа. Први конзул био је Димитрије Боди.

## Конзули
| Име                     | Година        |
| ----------------------- | ------------- |
| 1. Димитрије Боди       | (1889 – 1895) |
| 2. Миливоје Васиљевић   | (1895 – 1896) |
| 3. Милојко Веселиновић  | (1897 – 1899) |
| 4. Михаило Ристић       | (1899 – 1903) |
| 5. Светислав Станојевић | (1903 – 1907) |
| 6. Живојин Балугџић     | (1907)        |
| 7. Љубомир Михаиловић   | (1907 – 1912) |